# Référendum camerounais de 1960
Un référendum a lieu le 21 février 1960 au Cameroun sur l'adoption d'une nouvelle constitution. Le « oui » l'emporte avec 60 % des suffrages exprimés.

## Contexte
La Constitution est écrite par les conseillers français Jacques Rousseau et Paul Audat. Inspirée de la celle de la Cinquième République française, elle en accentue quelque peu le caractère présidentialiste pour concentrer l'essentiel des pouvoirs entre les mains du futur président Ahmadou Ahidjo, choisi par les autorités françaises pour diriger le nouvel État indépendant. Le référendum intervient peu après l'indépendance du 1er janvier 1960. Le scrutin est un test pour l'Union nationale camerounaise d'Ahmadou Ahidjo, au pouvoir depuis deux ans et peu connue en dehors du Nord du pays.
La constitution est largement inspirée de la constitution française du 4 octobre 1958. Elle prévoit la mise en place d'un système présidentiel monocaméral.
Yaoundé vote « non » à près de 90 %, Douala à 95 %. L'historien Jean-François Bayart indique que les résultats des régions du Nord furent "fabriqués" par l'administration française dès que ceux du Sud furent connus de celle-ci. Parfois de façon caricaturale, comme dans la région de Margui Wandala, où le « oui » atteint 99,5 %. 

## Résultat
Le « oui » l'emporte avec un peu plus de 60 % des suffrages exprimés.
| Choix                  | Votes     | %     |
| ---------------------- | --------- | ----- |
| Pour                   | 797 498   | 60,03 |
| Contre                 | 531 075   | 39,97 |
| Votes blancs/invalides | 9 605     | -     |
| Total                  | 1 338 178 | 100   |

## Suites
La constitution est promulguée le 4 mars 1960. Ahmadou Ahidjo est élu président le 5 mai 1960.